# 内埃拉吉里
内埃拉吉里（Neelagiri），是印度泰米尔纳德邦坦贾武尔县的一个城镇。总人口11046（2001年）。

## 人口
该地2001年总人口11046人，其中男性5547人，女性5499人；0—6岁人口1082人，其中男558人，女524人；识字率77.99%，其中男性为82.82%，女性为73.12%。